# Jardin botanique Joaquin Antonio Uribe de Medellín
Le Jardin botanique Joaquin Antonio Uribe de Medellín (espagnol : Joaquin Antonio Uribe Jardín Botánico de Medellín), plus simplement connu sous le nom de Jardin botanique de Medellín, est un jardin botanique de 14 hectares à Medellín, en Colombie. Le jardin botanique compte 4 500 fleurs et 139 espèces d'oiseaux. Il possède également une importante collection d'orchidées conservées dans un espace architectural appelé Orchideorama.

## Description
Le pavillon d'entrée du jardin botanique a été conçu par Lorenzo Castro et Ana Elvira Vélez. Le jardin comprend une maison aux papillons, un jardin de cactus, des espaces d'exposition, une bibliothèque et un étang. Un projet de création d'un pavillon supplémentaire a été rejeté et un concours d'architectes locaux a été conçu pour proposer une nouvelle structure pour le parc.
Les gagnants du projet, les cabinets Plan B Architects et JPRCR Architects, ont conçu l'Orchideorama,. L'ensemble livré en 2007 mesure 65 pieds (20 mètres) de haut. Il s'agit d'un auvent en maillage de bois avec dix structures hexagonales d'arbres à fleurs qui collectent l'eau de pluie et abritent une collection d'orchidées et des réserves de papillons. Le maillage cherche à fusionner la structure dans la nature environnante. Chacune d'elles, rappelant le nid d'abeille ou une fleur, permettent de créer de l'ombre. Les troncs des structures abritent les équipements d'arrosage. De plus, étant modulaires, de nouvelles structures peuvent s'ajouter au besoin et s'intégrer à l'ensemble existant.

## Histoire
À la fin du XIXe siècle, l'emplacement occupé par le jardin botanique était une ferme connue sous le nom de Le Bain Eden (la Casa de Baños El Edén). La ferme appartenait à l'origine à Victor Arango, puis à ses sœurs et à sa famille figurant sur l'acte.
Le jardin a été temporairement fermé en raison du taux de criminalité élevé dans la région. Un plan a été proposé pour démolir les jardins, mais une rénovation du parc a plutôt été décidée.
Le jardin prend le nom de Jardin botanique Joaquín Antonio Uribe en 1972 lorsque les installations sont agrandies pour ajouter une collection d'espèces végétales, un auditorium, une bibliothèque, un musée et des aires de restauration pour les visiteurs.

## Galerie

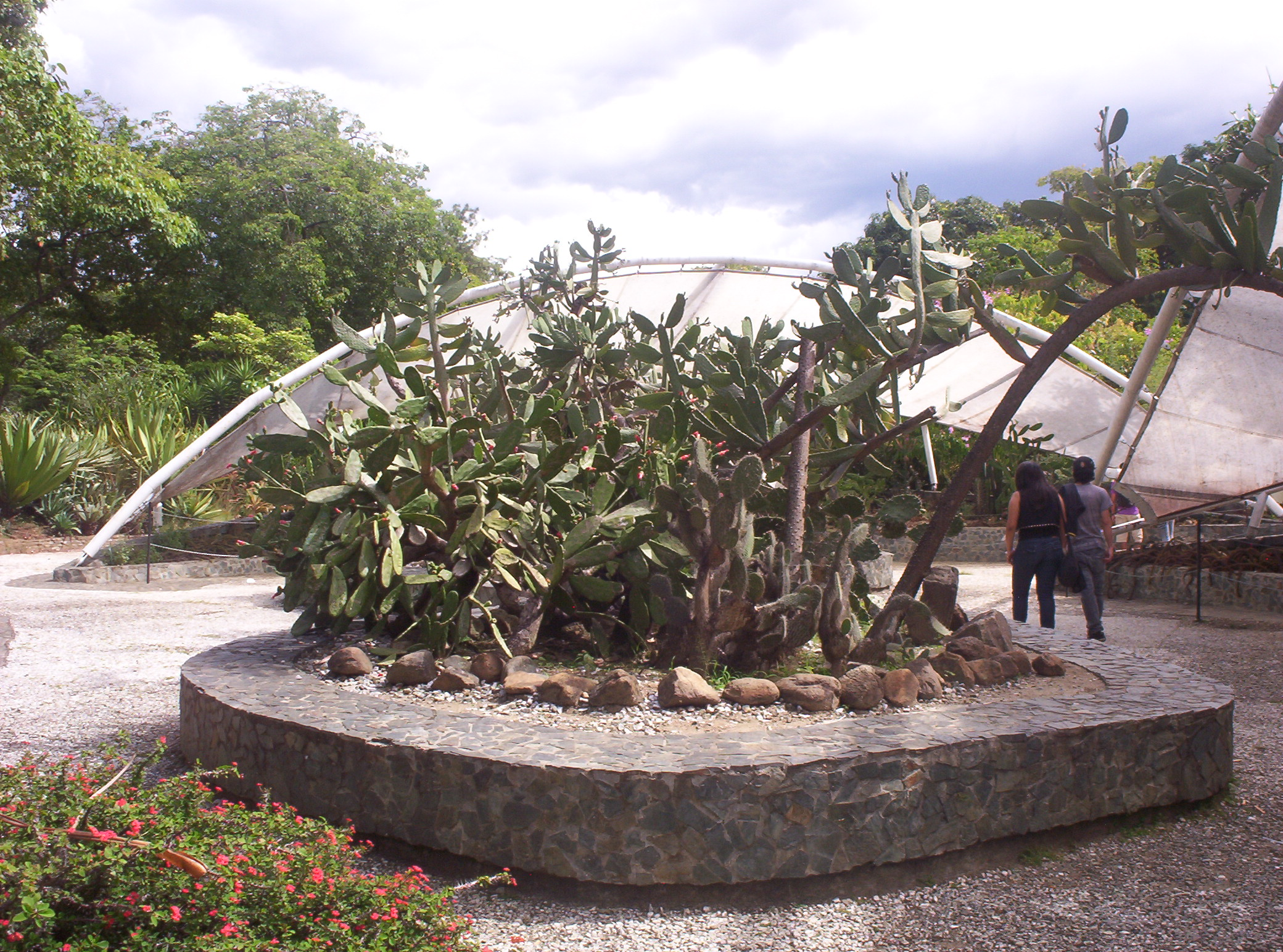
Jardin de cactus
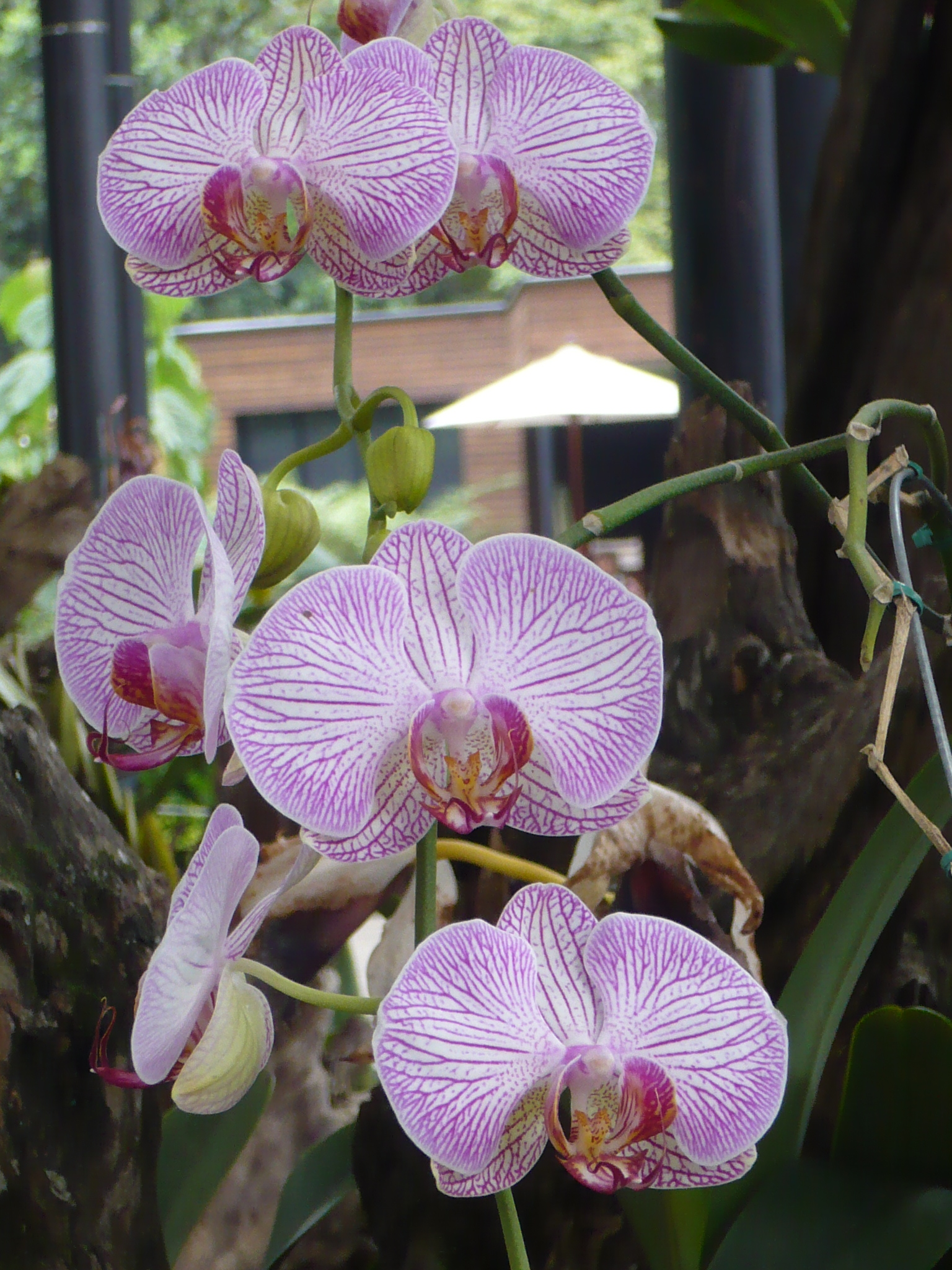
Orchidées
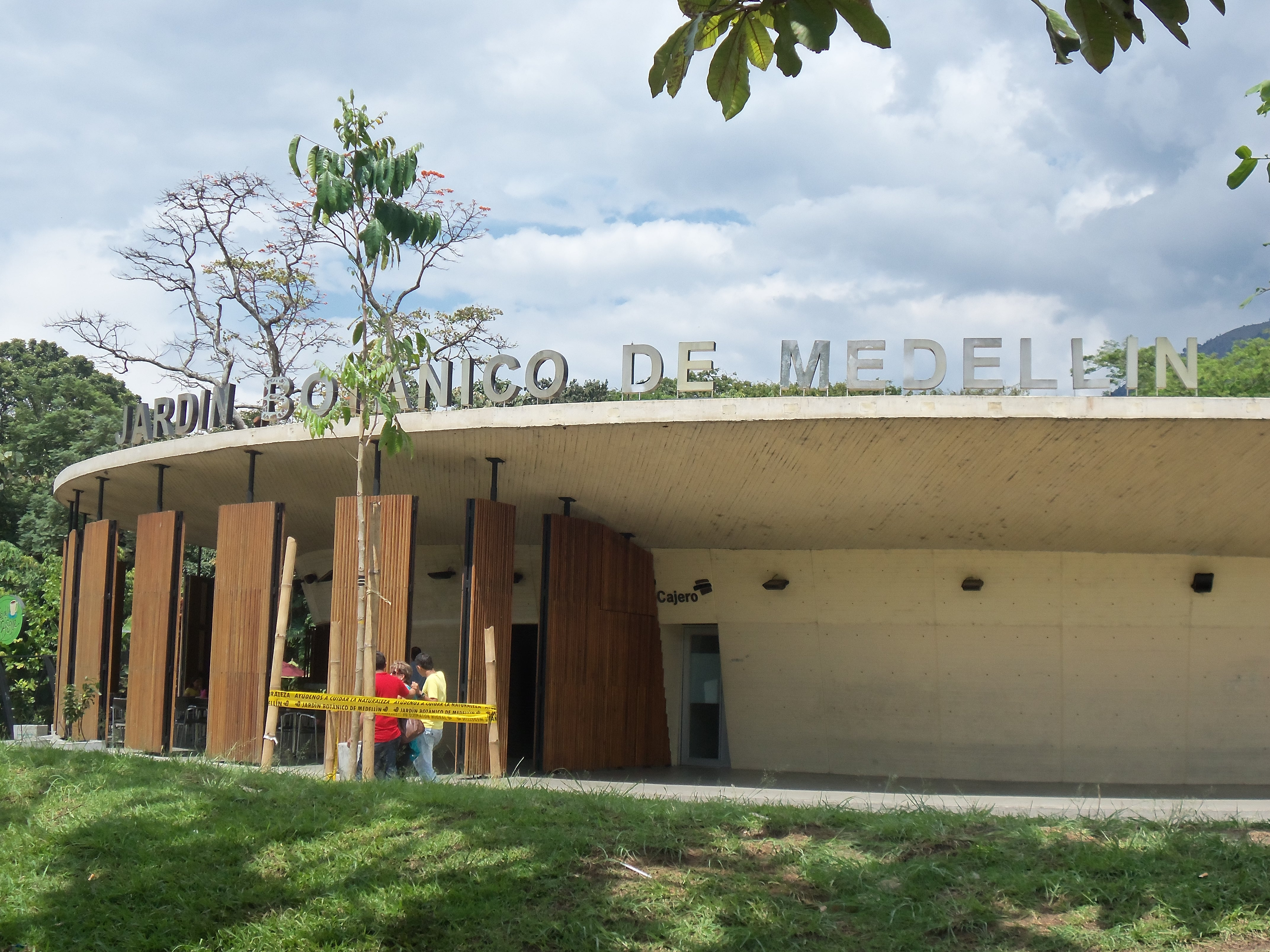
Pavillon d'entrée
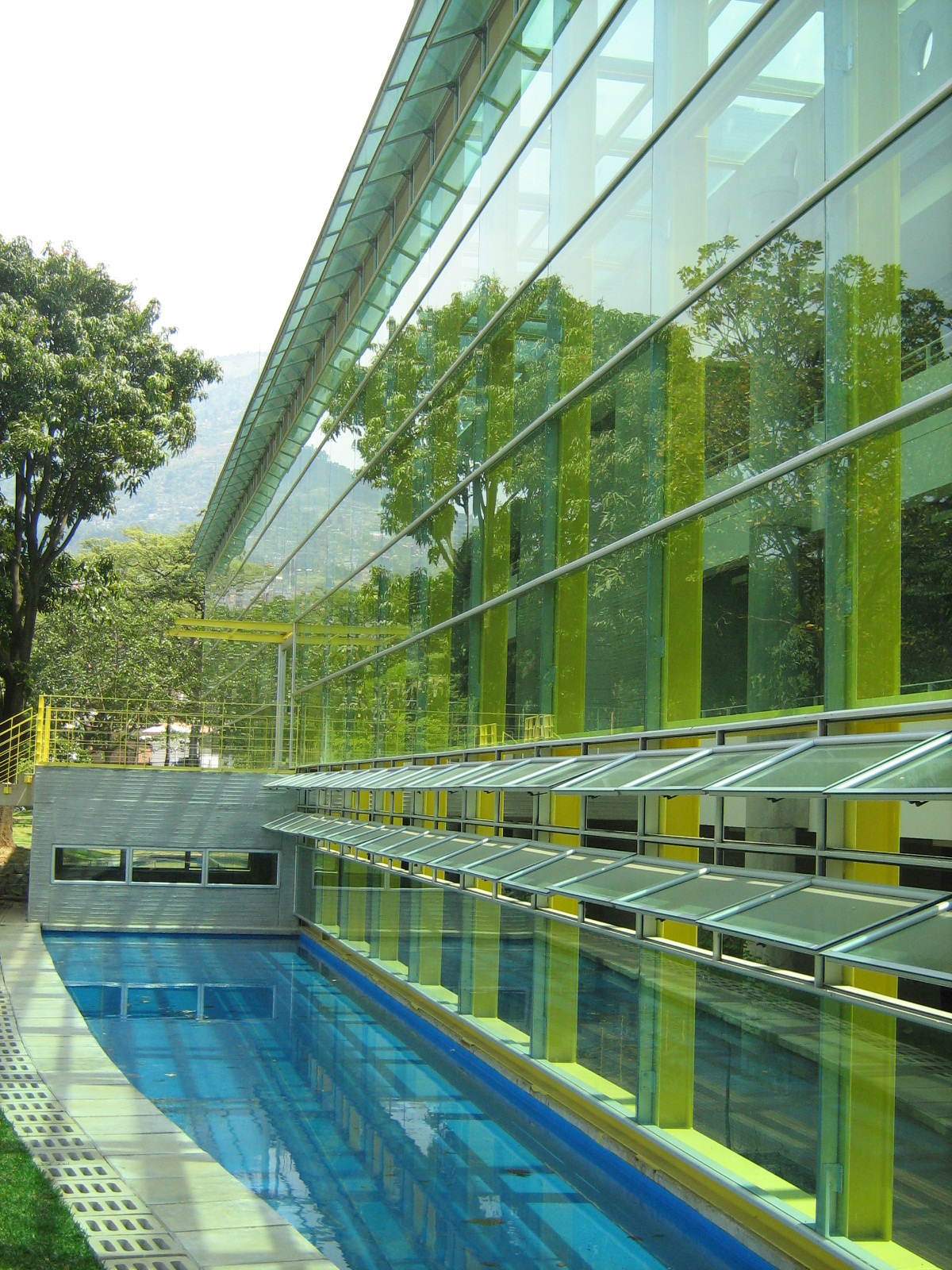
Complexe scientifique
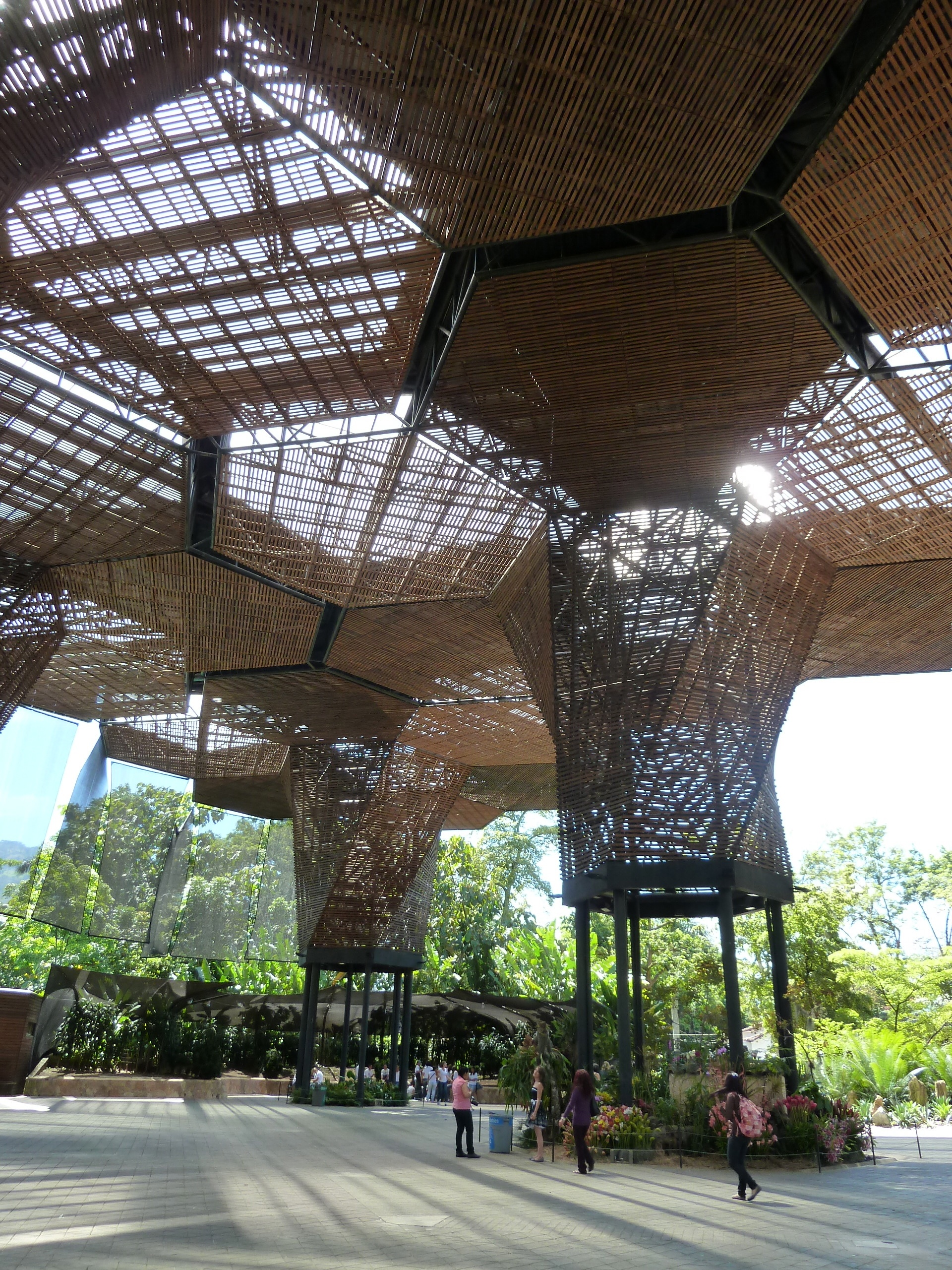
L'Orchideorama